# Víctor Moya
Víctor Moya (* 24. října 1982, Santiago de Cuba) je kubánský atlet, výškař.
První úspěch zaznamenal v roce 2005 na mistrovství světa v Helsinkách, kde získal společně s ruským výškařem Jaroslavem Rybakovem stříbrnou medaili. V témž roce vyhrál výkonem 235 cm světové atletické finále v Monte Carlu. Na halovém MS v Moskvě 2006 se umístil ve finále na čtvrtém místě. O rok později skončil na mistrovství světa v Ósace pátý a získal zlatou medaili na Panamerických hrách v Rio de Janeiru. V roce 2008 skončil na halovém mistrovství světa ve Valencii na pátém místě. V témž roce se stal společně s Britem Martynem Bernardem vítězem výškařského mítinku v Eberstadtu.

## Osobní rekordy
- hala - (231 cm - 3. února 2007, Arnstadt)
- dráha - (235 cm - 10. září 2005, Monte Carlo)